# Petite Ceinture du 17e
Pour les articles homonymes, voir Petite ceinture.
La Petite Ceinture du 17e  est  un jardin linéaire du 17e arrondissement de Paris ouvert en 2019 sur un tronçon désaffecté de l’ancienne ligne d’Auteuil.

## Situation et accès
Cet espace de promenade s'étend dans la tranchée de l’ancienne voie ferrée au centre du boulevard Pereire, du pont de la rue de Saussure jusqu'à une cinquantaine de mètres du raccordement avec la ligne du RER C à l'entrée de la gare de Pereire - Levallois.
Il est accessible par  deux escaliers, l'un au départ du pont de la rue de Saussure, l'autre à l’angle du pont de la rue de Tocqueville face au 34 boulevard Pereire.
Il est desservi par la ligne 14 à la station Pont Cardinet, la ligne 3 à la station Pereire-Levallois, le RER C à la gare de Pereire - Levallois et la ligne L du réseau Transilien à la gare de Pont-Cardinet.

## Origine du nom
Il est lié à sa situation sur un tronçon de la ligne d'Auteuil dans le 17e arrondissement, qui faisait partie de la petite ceinture ferroviaire de Paris.

## Historique
Le jardin est situé sur un tronçon de la ligne d’Auteuil ouvert le 2 mai 1854, maintenu en service jusqu’au 5 juillet 1996 sous forme de navettes entre les gares de Pont-Cardinet et de Pereire-Levallois après la fermeture de la section sud de la ligne de Pereire-Levallois à Auteuil en 1985 pour permettre la construction de la ligne Vallée de Montmorency – Invalides.
Cette courte section de la petite ceinture est donc celle restée ouverte au service voyageur sur la plus longue durée.
La ligne a ensuite été interrompue par un heurtoir au nord-est du raccordement avec la gare de Pereire-Levallois et par des grilles entre la gare du Pont-Cardinet et le pont de la rue de Saussure mais les deux voies sont restées en place. Ce tronçon en tranchée est resté inaccessible au public après sa fermeture en 1996.
Cette portion de ligne déclassée en 2013  a fait l’objet en 2018 d’une convention de transfert de gestion entre SNCF Réseau et la Ville de Paris qui a permis l’ouverture de la promenade en juillet 2019. La Ville locataire du terrain assure l’entretien courant, SNCF Réseau propriétaire est chargée de l’entretien lourd.
La création de ce parc linéaire fait suite à celle d’autres espaces de promenades sur l’ancienne ligne de petite ceinture, dans les 13e, 15e et 16e arrondissements.

## Description
Ce parcours linéaire long de 650 mètres se déroule sur l’une des deux voies inutilisées recouverte d'un revêtement sablé pour le parcours des promeneurs, l'autre voie étant maintenue dans son état d'origine. Cette promenade débute près du pont de la rue de Saussure (passage souterrain fermé par une grille), passe sous le pont de la rue de Tocqueville puis sous celui de la place de Wagram et se termine par une grille à l’entrée du raccordement avec le RER C près de la gare Pereire-Levallois.
La promenade est ouverte de 9 h chaque jour jusqu'à 17 h en hiver, 20 h 30 du 1er mai au 31 août, 19 h 30 en septembre.

Petite Ceinture du 17e
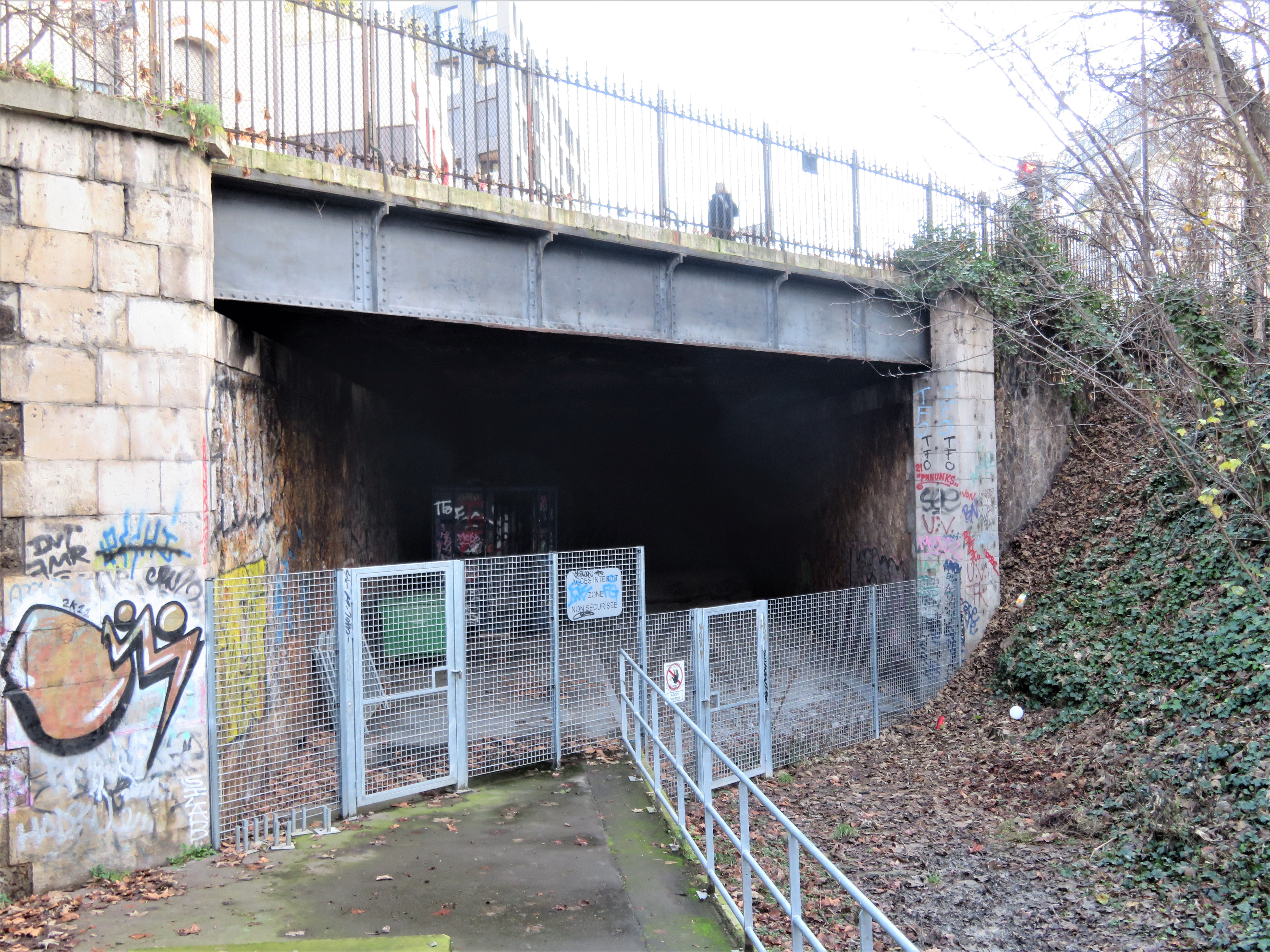
Grille sous le pont de la rue de Saussure.
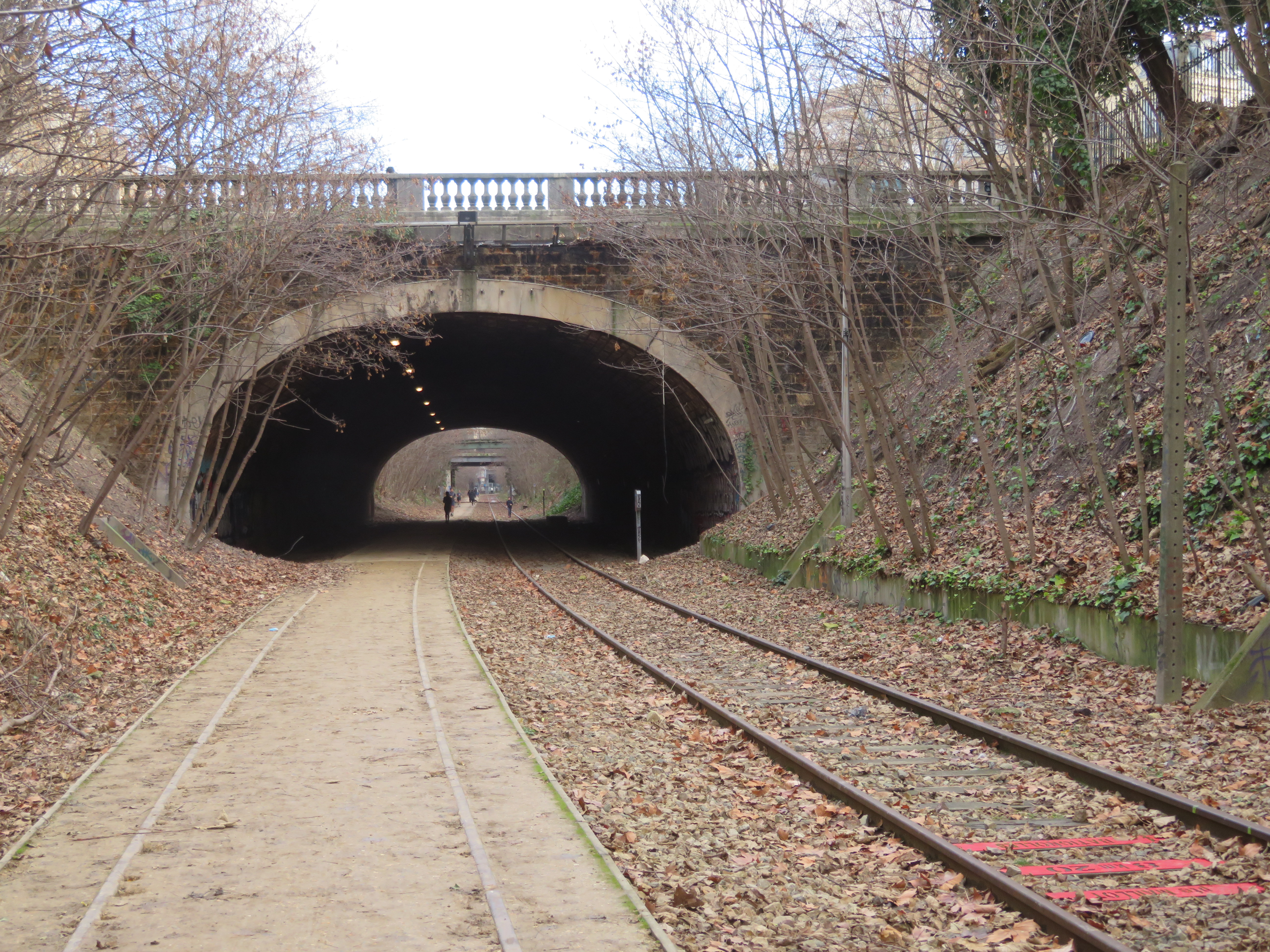
Vue du jardin vers le pont de la place de Wagram. Pont de la rue de Tocqueville en arrière-plan.
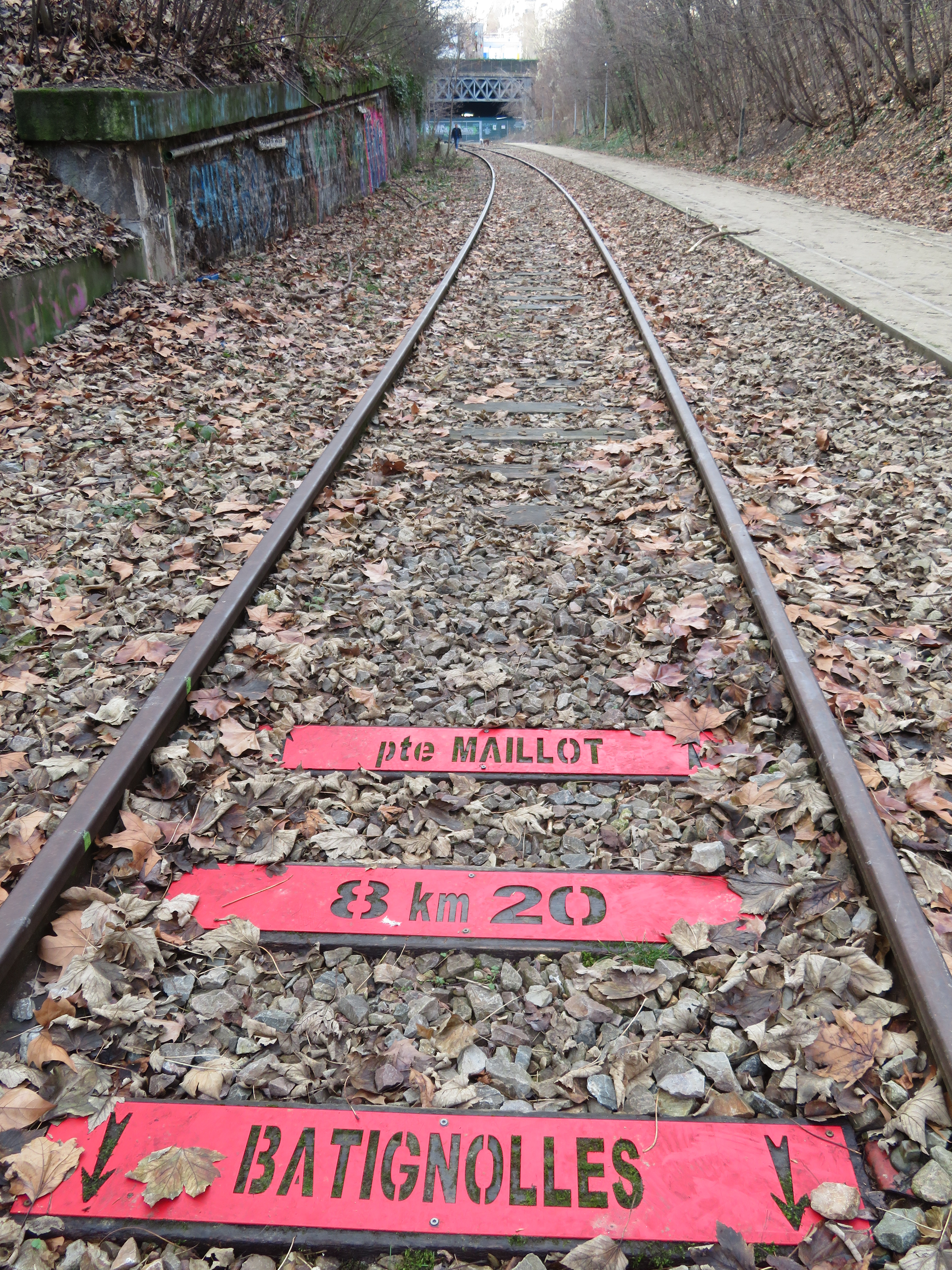
Voies en direction de la gare Pereire-Levallois.
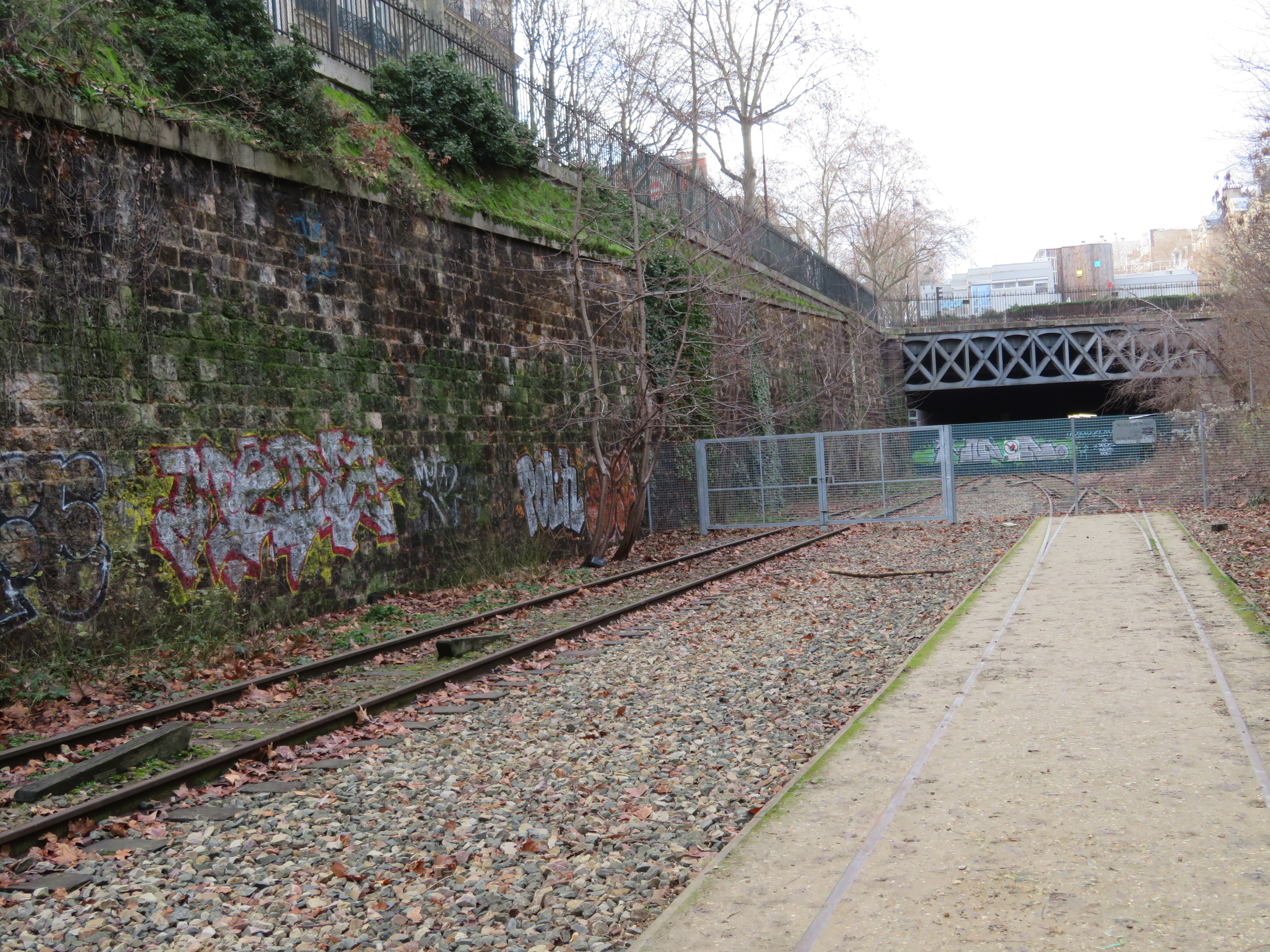
Grille vers Pereire-Levallois.